# Эриставство Клдекари
Эриставство Клдекари (груз. კლდეკარის საერისთავო, клдекарис саэриставо) — княжество (эриставство), существовавшее в средневековой Грузии. Управляемая династией Липаритидов, княжество существовало с 876 по 1103 годы в южной провинции Квемо Картли, и, несмотря на свои небольшие размеры, противостояло царям династии Багратиони, стремившимся объединить все земли Грузии в единое государство.

## История

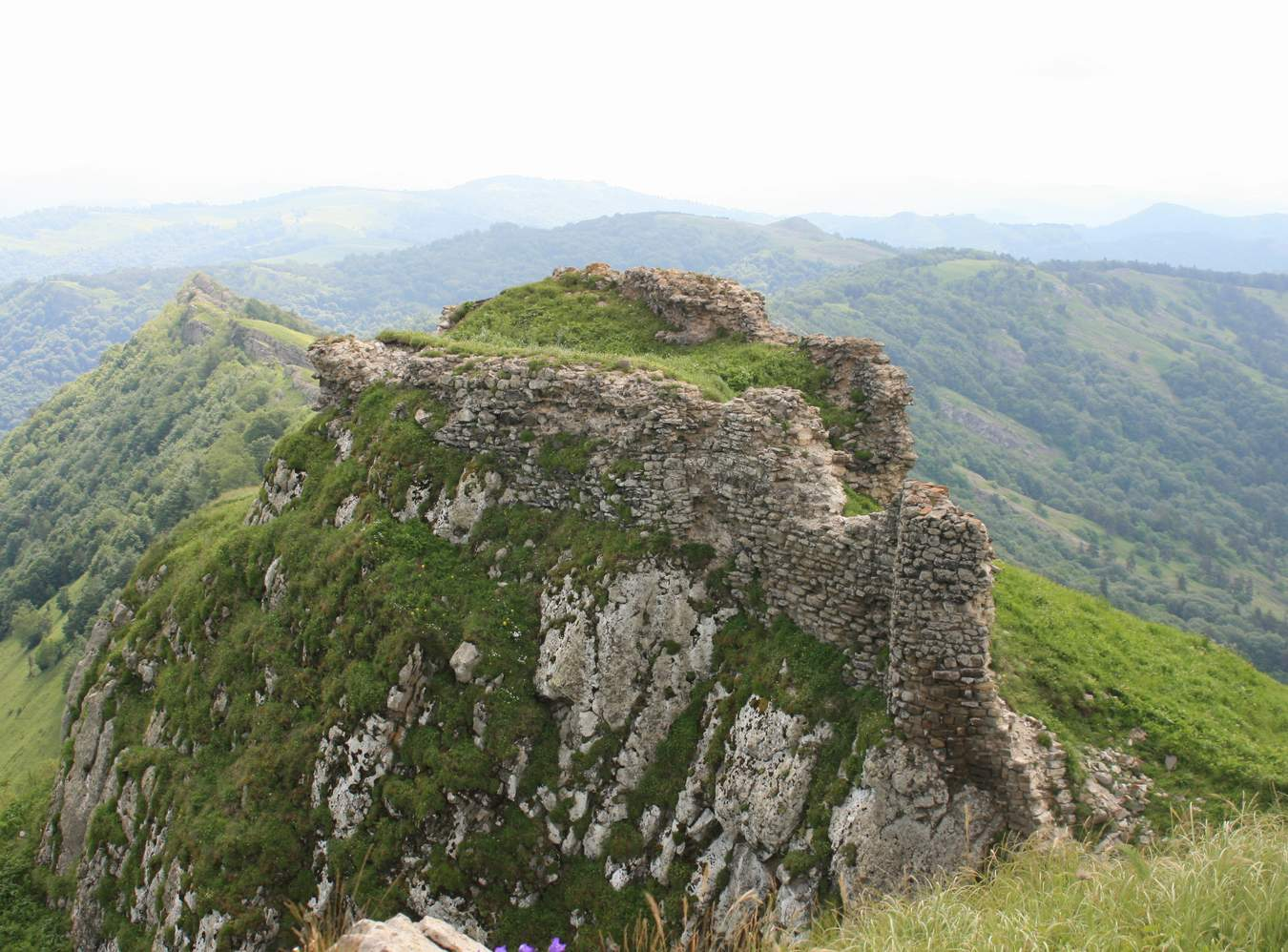
Замок Клдекари в наши дни

Княжество было создано в 876 году Липаритом I, который был изгнан Абхазскими царями из Аргвети в Верхней Имеретии.
Липарит нашёл приют в провинции Триалетия, где иберийским правителем Давидом I (876—881) ему было разрешено возвести замок, названный Клдекари (буквально: Горные ворота или Скальные врата) для наблюдения за дорогами, прорезанными в скалах, которые соединяли регионы Восточной Грузии с соседними южными странами и Византийской империей. Воспользовавшись этим ключевым местом, семья Липаритидов-Багваши использовала его для оспаривания границ соседних княжеств.
Соперничество между Багваши и домом Багратиони началось сразу же после создания объединённого Грузинского царства под управлением Баграта III. Последнее победило и в 989 году князь Клдекари (эристави) Рати I был вынужден отречься от престола в пользу своего сына Липарита II. Его потомок, Липарит IV стал регентом молодого грузинского царя Баграта IV в начале 1030-х годов. Впоследствии отношения между ними ухудшились и переросли в вооружённый конфликт. С военной поддержкой Византийской империи Липарит победил Баграта в битве при Сасирети (1042) и стал фактическим правителем Грузии, но в итоге он вынужден был уйти по личным причинам в 1059 году. Его сыну и наследнику Иванэ была отдана грузинская корона за успехи Липарита IV, как князя.
В 1074 году Иванэ восстал против грузинского короля Георгия II и попытался получить поддержку Сельджуков. Однако, отряды вторжения Сельджуков временно оккупировали княжество и захватили княжескую семью. Давид IV Строитель, новый и, возможно, самый успешный король Грузии, принудил династию Багваши к подчинению в 1093 году и контролировал их последующие попытки к восстанию. В 1103 году он воспользовался смертью последнего князя Клдекари, Рати III, и упразднил княжество, включив его площадь в королевские владения.

## Правители
- Липарит I (876—?)
- Липарит II (940—960)
- Рати I (960—988)
- Липарит III (988—1005)
- Рати II (1005—1021)
- Липарит IV (1021—1059)
- Иванэ (1059—1074)
- Липарит V (1074—1095)
- Рати III (1095—1102)